# Raymond P. Stevens
Raymond P. „Ray“ Stevens (* 23. Juni 1951) ist ein ehemaliger englischer Badmintonspieler.

## Karriere
Stevens war ein Allrounder – er konnte in allen drei Einzeldisziplinen internationale Titel erringen. Zu seinen größten Erfolgen zählen zwei Europameistertitel im Herrendoppel, vier Europameistertitel mit dem englischen Team, ein Sieg bei den Commonwealth Games, Bronze bei der Weltmeisterschaft 1977 und zwei Finalteilnahmen bei den All England. Nach seiner aktiven Karriere begann er eine Trainerlaufbahn, wobei er unter anderem die Teams aus England, Wales und Schottland coachte.

## Sportliche Erfolge
| Saison    | Veranstaltung                                         | Disziplin    | Platz | Name |
| --------- | ----------------------------------------------------- | ------------ | ----- | --- |
| 1969      | Europameisterschaft der Junioren                      | Mixed        | 3     | Ray Stevens / Margaret Beck |
| 1969      | Europameisterschaft der Junioren                      | Herreneinzel | 3     | Ray Stevens |
| 1969      | Europameisterschaft der Junioren                      | Herrendoppel | 1     | Keit Arthur / Ray Stevens |
| 1969      | England: Einzelmeisterschaft der Junioren             | Herreneinzel | 1     | Ray Stevens |
| 1972      | Europameisterschaft                                   | Herreneinzel | 3     | Ray Stevens |
| 1972      | Europameisterschaft                                   | Mannschaft   | 1     | England (Ray Stevens, Elliot Stuart, Derek Talbot, Margaret Beck, Gillian Gilks, Judy Hashman)                                                       |
| 1972      | Kanada: Internationale Meisterschaften                | Herrendoppel | 1     | Mike Tredgett / Ray Stevens |
| 1972      | England: Internationale Meisterschaften - All England | Herrendoppel | 2     | Ray Stevens / Mike Tredgett |
| 1972      | Schottland: Internationale Meisterschaften            | Herreneinzel | 1     | Ray Stevens |
| 1973      | Portugal: Internationale Meisterschaften              | Herreneinzel | 1     | Ray Stevens |
| 1973      | Portugal: Internationale Meisterschaften              | Mixed        | 1     | Ray Stevens / Barbara Giles |
| 1973      | Portugal: Internationale Meisterschaften              | Herrendoppel | 1     | Ray Stevens / Elliot Stuart |
| 1973      | England: Einzelmeisterschaften                        | Herreneinzel | 1     | Ray Stevens |
| 1973      | England: Einzelmeisterschaften                        | Herrendoppel | 1     | Ray Stevens / Mike Tredgett |
| 1974      | Dutch Open                                            | Herrendoppel | 1     | Ray Stevens / Mike Tredgett |
| 1974      | Europameisterschaft                                   | Herrendoppel | 3     | Ray Stevens / Mike Tredgett |
| 1974      | All England                                           | Herrendoppel | 3     | Ray Stevens / Mike Tredgett |
| 1974      | Europameisterschaft                                   | Mannschaft   | 1     | England (Gillian Gilks, Susan Whetnall, Derek Talbot, Margaret Beck, Ray Stevens, Elliott Stuart)                                                    |
| 1974/1975 | Deutschland: Internationale Meisterschaften           | Herrendoppel | 3     | Ray Stevens / Tredgett |
| 1975      | Kanada: Internationale Meisterschaften                | Herreneinzel | 1     | Ray Stevens |
| 1975      | Niederlande: Internationale Meisterschaften           | Herrendoppel | 1     | Ray Stevens / Mike Tredgett |
| 1975      | Schweden: Internationale Meisterschaften              | Herrendoppel | 1     | Ray Stevens / Mike Tredgett |
| 1975      | Südafrikanische Meisterschaft                         | Herrendoppel | 1     | Ray Stevens / Paul Whetnall |
| 1975      | Kanada: Internationale Meisterschaften                | Herrendoppel | 1     | Mike Tredgett / Ray Stevens |
| 1976      | Europameisterschaft                                   | Herrendoppel | 1     | Ray Stevens / Mike Tredgett |
| 1976      | England: Einzelmeisterschaften                        | Herrendoppel | 1     | Ray Stevens / Mike Tredgett |
| 1976      | Scottish Open                                         | Herrendoppel | 1     | Ray Stevens / Mike Tredgett |
| 1976      | Südafrikanische Badmintonmeisterschaft                | Herreneinzel | 1     | Ray Stevens |
| 1976      | Südafrikanische Badmintonmeisterschaft                | Herrendoppel | 1     | Ray Stevens / Mike Tredgett |
| 1976      | Kanada: Internationale Meisterschaften                | Herrendoppel | 1     | Mike Tredgett / Ray Stevens |
| 1977      | England: Einzelmeisterschaften                        | Herrendoppel | 1     | Ray Stevens / Mike Tredgett |
| 1977      | England: Einzelmeisterschaften                        | Herreneinzel | 1     | Ray Stevens |
| 1977      | Weltmeisterschaft                                     | Herrendoppel | 3     | Ray Stevens / Mike Tredgett |
| 1977/1978 | Deutschland: Internationale Meisterschaften           | Herreneinzel | 1     | Ray Stevens |
| 1978      | Europameisterschaft                                   | Herreneinzel | 3     | Ray Stevens |
| 1978      | Europameisterschaft                                   | Herrendoppel | 1     | Ray Stevens / Mike Tredgett |
| 1978      | Europameisterschaft                                   | Mannschaft   | 1     | England (Ray Stevens, Mike Tredgett, Derek Talbot, Karen Bridge, Jane Webster, Nora Perry, Barbara Sutton, Ann Statt, Gillian Gilks, Susan Whetnall) |
| 1978      | England: Einzelmeisterschaften                        | Herrendoppel | 1     | Ray Stevens / Mike Tredgett |
| 1978/1979 | Dänemark: Internationale Meisterschaften              | Mixed        | 1     | Ray Stevens / Nora Perry |
| 1979      | Portugal: Internationale Meisterschaften              | Herrendoppel | 1     | Ray Stevens / Elliot Stuart |
| 1979      | Portugal: Internationale Meisterschaften              | Herreneinzel | 1     | Ray Stevens |
| 1979      | England: Einzelmeisterschaften                        | Herrendoppel | 1     | Ray Stevens / Mike Tredgett |
| 1979      | Portugal: Internationale Meisterschaften              | Mixed        | 1     | Ray Stevens / Nora Perry |
| 1979      | England: Einzelmeisterschaften                        | Herreneinzel | 1     | Ray Stevens |
| 1979      | Wales: Internationale Meisterschaften                 | Herrendoppel | 1     | Ray Stevens / Mike Tredgett |
| 1980      | Europameisterschaft                                   | Herreneinzel | 3     | Ray Steven |
| 1980      | All England                                           | Herrendoppel | 2     | Ray Stevens / Mike Tredgett |
| 1980      | Kanada: Internationale Meisterschaften                | Herrendoppel | 1     | Mike Tredgett / Ray Stevens |
| 1980      | Europameisterschaft                                   | Herrendoppel | 3     | Mike Tredgett / Ray Stevens |
| 1980      | England: Einzelmeisterschaften                        | Herrendoppel | 1     | Ray Stevens / Mike Tredgett |
| 1980      | Schottland: Internationale Meisterschaften            | Herrendoppel | 1     | Ray Stevens / Mike Tredgett |
| 1980      | England: Einzelmeisterschaften                        | Herreneinzel | 1     | Ray Stevens |
| 1981      | Wales: Internationale Meisterschaften                 | Herrendoppel | 1     | Ray Stevens / Mike Tredgett |
| 1981      | England: Einzelmeisterschaften                        | Herrendoppel | 1     | Ray Stevens / Mike Tredgett |
| 1981      | Wales: Internationale Meisterschaften                 | Herreneinzel | 1     | Ray Stevens |
| 1981      | Portugal: Internationale Meisterschaften              | Herrendoppel | 1     | Ray Stevens / Derek Talbot |
| 1981      | Kanada: Internationale Meisterschaften                | Herrendoppel | 1     | Thomas Kihlström / Ray Stevens |
| 1981      | England: Einzelmeisterschaften                        | Herreneinzel | 1     | Ray Stevens |
| 1982      | Portugal: Internationale Meisterschaften              | Herreneinzel | 1     | Ray Stevens |
| 1982      | Europameisterschaft                                   | Herrendoppel | 3     | Ray Stevens / Andy Goode |
| 1982      | Portugal: Internationale Meisterschaften              | Mixed        | 1     | Ray Stevens / Nora Perry |
| 1982      | Europameisterschaft                                   | Herreneinzel | 2     | Ray Stevens |
| 1982      | Portugal: Internationale Meisterschaften              | Herrendoppel | 1     | Ray Stevens / Daren Hall |
| 1982      | Europameisterschaft                                   | Mannschaft   | 1     | England (Martin Dew, Gillian Gilks, Mike Tredgett, Nora Perry, Gillian Clark, Helen Troke, Karen Bridge, Nick Yates, Ray Stevens, Steve Baddeley)    |